# Jan Tollius
Jan Tollius (Amersfoort, Holanda, 1550 - Copenhaguen, Dinamarca, 1603) fou un compositor holandès. Mestre de capella de la seva ciutat natal, més tard passà a la d'Assís, després a la de Roma (1587) i, finalment, a la de Pàdua (1601). Per acabar, fou nomenat mestre de capella de la cort a Copenhaguen. Deixà un llibre de motets a tres veus (1590 i 1597); dos de motets a cinc veus (1597); un de madrigals a sis veus (1597), aquest també es va publicar en el volum XXIV de les Vereeniging voor Noor nederlands Muziekgeschiedenis.